# Lawrenciola darmarana
Lawrenciola darmarana is een hooiwagen uit de familie Assamiidae.